# Anna Maurer
Anna Maurer (* 14. September 1995 in Wels) ist eine österreichische Jazzmusikerin (Piano, Gesang, auch Saxophon, Arrangement).

## Leben und Wirken
Maurer, Tochter des Saxophonisten Christian Maurer, wuchs in der Nähe von Schwanenstadt auf. Sie erhielt ab 2001 Klavierunterricht und ab 2006 Saxophonunterricht. Mit 13 Jahren gründete sie die Band „Shake-Five“, mit der es zu ersten Auftritten kam. Als Saxophonistin gehörte sie ab 2009 Mitglied zur Big-Band aktuell von Werner Fait. Im Oktober 2010 erhielt sie einen Ersten Preis bei Bundeswettbewerb „Podium Jazz-Pop-Rock“ in Ried; 2011 war sie Preisträgerin bei der „Marianne Mendt Nachwuchsförderung“ in Linz. Sie trat als Solistin beim MM-Jazzfestival in St. Pölten und mit dem Upper Austrian Jazz Orchestra auf. 2012 gründete sie ihr Anna Maurer Trio. 2013 wurde sie Mitglied des Oberösterreichischen Jugendjazzorchesters unter der Leitung von Alfred Vollbauer. Nach der Matura begann sie 2014 das IGP-Studium Tasteninstrumente Popularmusik bei Herbert Pichler, das sie 2018 abschloss. Ebenfalls an der Universität für Musik und darstellende Kunst Wien (einschließlich eines Semesters am Conservatoire national supérior de danse et de musique Paris) absolvierte sie 2022 das anschließende Master-Studium.
Mit dem Anna Maurer Trio, zu dem Bassist Thomas Milacher und Schlagzeuger Martin Kleibl gehören, legte sie 2019 bei ATS-Records das Fusion-orientierte Album Visionariness vor, das sie österreichweit in Konzerten und im Hörfunk vorstellte. Weiterhin wurde sie in einer Ö1-Jazznacht ausführlich präsentiert.  Ferner trat sie mit der Salsa-Band Manteka, mit der Frauenband Friida und mit Yasmo & die Klangkantine (Prekariat & Karat) auf. Sie arrangierte auch für das Saxophonquartett saxofour.
Maurer ist zudem im Oberösterreichischen Landesmusikschulwerk als Lehrerin tätig.